# Toki Tori
Toki Tori är ett pusselspel med plattformselement som ursprungligen släpptes i Nordamerika september 2001 och Europa 1 mars 2002 till Game Boy Color. Det utvecklades av det nederländska spelutvecklaren Two Tribes B.V. och är deras första publicerade datorspel. Spelet följer en ung kyckling, Toki Tori, och hans strävan att rädda sina yngre syskon, fortfarande i sina ägg. För att gå vidare i spelet måste spelaren plocka upp varje ägg på olika nivåer med ett antal verktyg. Nya verktyg introduceras när spelaren fortskrider genom de fyra världarna. Detta innebär vanligtvis noggrann planering och kreativt tänkande.
Toki Tori släpptes senare till Windows Mobile och en förbättrad remake släpptes till Nintendos Wii via Wiiware. Sommaren 2009 publicerade Chillingo ytterligare en förbättrad remake av spelet till IOS. 2010 släppte Two Tribes en Windows-remake på Steam. En DRM-fri version av spelet släpptes januari 2012 som en del av Humble Bundle till Android. Detta markerade en samtidig utgivning av spelet till OS X, Linux och Android. Den ursprungliga versionen av spelet släpptes igen på Nintendo 3DS Eshop via Virtual Console 31 augusti 2012 och en HD-port av spelet släpptes till Wii U Eshop den 7 november 2013. En uppdaterad version av Toki Tori släpptes på Nintendo 3DS Eshop 5 november 2015.